# Clay County (Illinois)
Das Clay County ist ein County im US-amerikanischen Bundesstaat Illinois. Im Jahr 2010 hatte das County 13.815 Einwohner und eine Bevölkerungsdichte von 11,4 Einwohnern pro Quadratkilometer. Der Verwaltungssitz (County Seat) ist Louisville.

## Geografie
Das County liegt im mittleren Südosten von Illinois und hat eine Fläche von 1217 Quadratkilometern, wovon zwei Quadratkilometer Wasserfläche sind. Durch das County fließen der Little Wabash River und der Elm Creek. An das Clay County grenzen folgende Nachbarcountys:
| Fayette County | Effingham County | Jasper County   |
| Marion County  |                  | Richland County |
|                | Wayne County     |                 |

## Geschichte

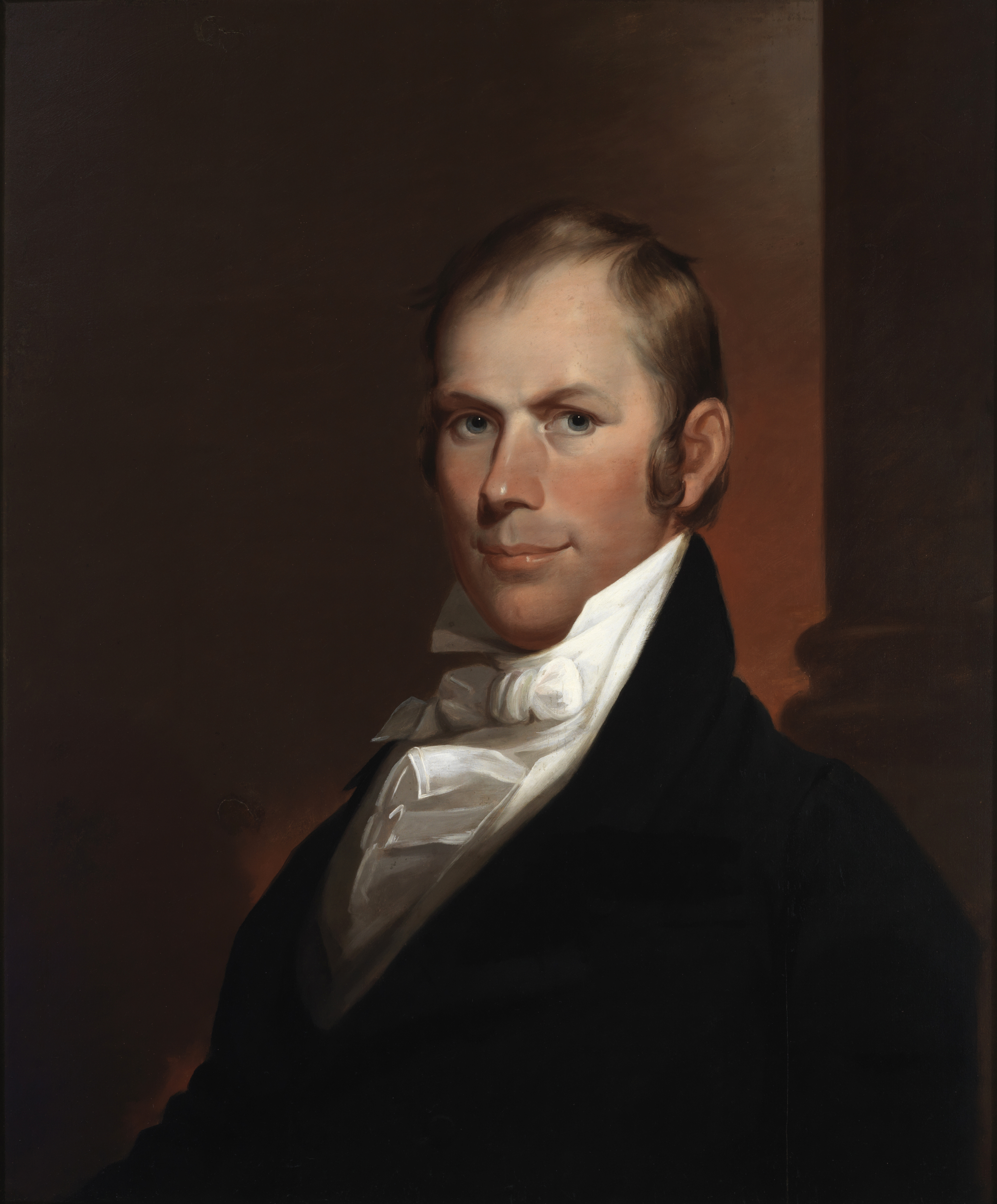
Henry Clay

Ältere Dokumente zeigen, dass ein Mr. Elliot 1818 ein Stück Land auf seinen Namen hat registrieren lassen. Er dürfte der erste Siedler im späteren Clay County gewesen sein.
Das Clay County wurde 1824 aus Teilen des Wayne County, des Lawrence County und des Fayette County gegründet und vereinte die Ansiedlungen Larkinsburg, Blair, Bible Grove, Pixley, Hoosier, Louisville, Oskaloosa, Songer, Xenia, Harter, Stanford und Clay City. Das County wurde benannt nach Henry Clay (1777–1852) aus Kentucky, einem Mitglied des Repräsentantenhauses, des Senats sowie Außenminister der Vereinigten Staaten.

Die erste Verwaltung wurde in Maysville eingerichtet, Louisville wurde 1842 Sitz der Verwaltung.

## Demografische Daten
Nach der Volkszählung im Jahr 2010 lebten im Clay County 13.815 Menschen in 5.874 Haushalten. Die Bevölkerungsdichte betrug 11,4 Einwohner pro Quadratkilometer. In den 5.874 Haushalten lebten statistisch je 2,27 Personen.
Ethnisch betrachtet setzte sich die Bevölkerung zusammen aus 97,7 Prozent Weißen, 0,3 Prozent Afroamerikanern, 0,2 Prozent amerikanischen Ureinwohnern, 0,5 Prozent Asiaten sowie aus anderen ethnischen Gruppen; 0,8 Prozent stammten von zwei oder mehr Ethnien ab. Unabhängig von der ethnischen Zugehörigkeit waren 1,1 Prozent der Bevölkerung spanischer oder lateinamerikanischer Abstammung.
22,9 Prozent der Bevölkerung waren unter 18 Jahre alt, 59,2 Prozent waren zwischen 18 und 64 und 17,9 Prozent waren 65 Jahre oder älter. 50,9 Prozent der Bevölkerung war weiblich.

Das jährliche Durchschnittseinkommen eines Haushalts lag bei 37.055 USD. Das Prokopfeinkommen betrug 19.578 USD. 14,7 Prozent der Einwohner lebten unterhalb der Armutsgrenze.

## Ortschaften im Clay County
Citys
- Flora

Villages
| - Clay City - Iola - Louisville | - Sailor Springs - Xenia |

Unincorporated Communities
| - Bible Grove - Camp Travis - Cruse - Greendale1 | - Hoosier - Hord - Ingraham - Kenner | - Oskaloosa - Riffle - Wendelin |

1 – teilweise im Marion County

## Gliederung
Das Clay County ist in zwölf Townships eingeteilt:
| Township             | Einwohner (2010) | FIPS     |
| -------------------- | ---------------- | -------- |
| Bible Grove Township | 344              | 17-05807 |
| Blair Township       | 636              | 17-06392 |
| Clay City Township   | 1287             | 17-14728 |
| Harter Township      | 6394             | 17-33266 |
| Hoosier Township     | 338              | 17-36087 |
| Larkinsburg Township | 644              | 17-42158 |

| Township            | Einwohner (2010) | FIPS     |
| ------------------- | ---------------- | -------- |
| Louisville Township | 1662             | 17-44940 |
| Oskaloosa Township  | 322              | 17-56835 |
| Pixley Township     | 589              | 17-60261 |
| Songer Township     | 342              | 17-70486 |
| Stanford Township   | 599              | 17-72247 |
| Xenia Township      | 658              | 17-83752 |